# John O'Keefe
John O'Keefe  (New York, 18 november 1939) is een Amerikaans neurowetenschapper. Hij is werkzaam aan het University College London. In 2014 ontving hij samen met het Noorse echtpaar May-Britt Moser en Edvard Moser de Nobelprijs voor Fysiologie of Geneeskunde.

## Biografie
O'Keefe werd geboren in New York als zoon van Ierse immigranten. Hij bezocht de Regis High School in Manhattan en ontving een bachelorgraad aan de City College of New York. 
Vervolgens ging hij naar Montreal om te studeren aan de McGill-universiteit waar hij zijn mastergraad behaalde in 1964 en promoveerde drie jaar later in het Donald Hebb's Department of Psychology onder supervisie van Ronald Melzack. Aansluitend ging hij naar University College London waar hij als US NIMH-postdoctoraal student samenwerkte met Patrick Wall. De rest van zijn carrière bleef hij aan deze universiteit verbonden, vanaf 1987 als hoogleraar. Hij heeft zowel de Britse als Amerikaans nationaliteit.

## Werk
Toen het eind jaren vijftig mogelijk werd om de hersenactiviteit te meten begon O'Keefe onderzoek met ratten te doen naar de wijze waarop hun hersenen zich in een ruimtelijke omgeving oriënteren. Door een rat vrij in een afgesloten kamer te laten rondlopen ontdekte hij dat, afhankelijk van het gedeelte van de kamer waar de rat zich op dat moment bevond, bepaalde hersencellen in de hippocampus actief waren. Bevond de rat zich op een andere plaats dan waren er ook andere hersencellen actief. Op basis hiervan kwam O'Keefe in 1971 met de conclusie dat het deze hersencellen – die hij plaatscellen noemde – in de hippocampus zijn die een plattegrond van de ruimte maken en dus een interne 'GPS' vormen.
Het onderzoek van O'Keefe is met name belangrijk bij het ziekteproces van alzheimerpatiënten wier hippocampus door de ziekte is aangetast. Door de beschadigde hersencellen kunnen deze patiënten zich vaak minder goed oriënteren en herkennen ze hun omgeving niet meer. Zijn ontdekking van plaatscellen vormt de eerste stap in de diagnose ervan en biedt een toekomstige mogelijkheid tot het omkeren van dit proces.
1901: Behring · 
1902: Ross · 
1903: Finsen · 
1904: Pavlov · 
1905: Koch · 
1906: Golgi, Ramón y Cajal · 
1907: Laveran · 
1908: Mechnikov, Ehrlich · 
1909: Kocher · 
1910: Kossel · 
1911: Gullstrand · 
1912: Carrel · 
1913: Richet ·
1914: Bárány · 
1919: Bordet · 
1920: Krogh · 
1922: Hill, Meyerhof · 
1923: Banting, Macleod · 
1924: Einthoven ·
1926: Fibiger · 
1927: Wagner-Jauregg · 
1928: Nicolle · 
1929: Eijkman, Hopkins · 
1930: Landsteiner · 
1931: Warburg · 
1932: Sherrington, Adrian · 
1933: Morgan · 
1934: Whipple, Minot, Murphy · 
1935: Spemann · 
1936: Dale, Loewi · 
1937: Szent-Györgyi · 
1938: Heymans · 
1939: Domagk · 
1943: Dam, Doisy · 
1944: Erlanger, Gasser · 
1945: Fleming, Chain, Florey · 
1946: Muller · 
1947: C. Cori, G. Cori, Houssay · 
1948: Müller · 
1949: Hess, Moniz · 
1950: Kendall, Reichstein, Hench · 
1951: Theiler · 
1952: Waksman · 
1953: Krebs,Lipmann ·
1954: Enders, Weller, Robbins · 
1955: Theorell · 
1956: Cournand, Forssmann, Richards · 
1957: Bovet · 
1958: Beadle, Tatum, Lederberg · 
1959: Ochoa, Kornberg · 
1960: Burnet, Medawar · 
1961: Békésy · 
1962: Crick, Watson, Wilkins · 
1963: Eccles, Hodgkin, Huxley · 
1964: Bloch, Lynen · 
1965: Jacob, Lwoff, Monod · 
1966: Rous, Huggins · 
1967: Granit, Hartline, Wald · 
1968: Holley, Khorana, Nirenberg · 
1969: Delbrück, Hershey, Luria · 
1970: Katz, Euler, Axelrod · 
1971: Sutherland · 
1972: Edelman, Porter · 
1973: Frisch, Lorenz, Tinbergen · 
1974: Claude, De Duve, Palade · 
1975: Baltimore, Dulbecco, Temin ·
1976: Blumberg, Gajdusek · 
1977: Guillemin, Schally, Yalow · 
1978: Arber, Nathans, Smith · 
1979: Cormack, Hounsfield · 
1980: Benacerraf, Dausset, Snell · 
1981: Sperry, Hubel, Wiesel · 
1982: Bergström, Samuelsson, Vane · 
1983: McClintock · 
1984: Jerne, Köhler, Milstein · 
1985: Brown, Goldstein · 
1986: Cohen, Levi-Montalcini · 
1987: Tonegawa · 
1988: Black, Elion, Hitchings · 
1989: Bishop, Varmus · 
1990: Murray, Thomas · 
1991: Neher, Sakmann · 
1992: Fischer, Krebs · 
1993: Roberts, Sharp · 
1994: Gilman, Rodbell · 
1995: Lewis, Nüsslein-Volhard, Wieschaus · 
1996: Doherty, Zinkernagel · 
1997: Prusiner · 
1998: Furchgott, Ignarro, Murad · 
1999: Blobel · 
2000: Carlsson, Greengard, Kandel ·
2001: Hartwell, Hunt, Nurse · 
2002: Brenner, Horvitz, Sulston · 
2003: Lauterbur, Mansfield · 
2004: Axel, Buck · 
2005: Marshall, Warren ·
2006: Fire, Mello ·
2007: Capecchi, Smithies, Evans ·
2008: Zur Hausen, Barré–Sinoussi, Montagnier ·
2009: Blackburn, Greider, Szostak ·
2010: Edwards ·
2011: Beutler, Hoffmann, Steinman ·
2012: Gurdon, Yamanaka ·
2013: Rothman, Schekman, Südhof ·
2014: O'Keefe, Moser, Moser ·
2015: Campbell, Omura, Tu ·
2016: Osumi ·
2017: Hall, Rosbash, Young ·
2018: Allison, Honjo ·
2019: Kaelin, Ratcliffe, Semenza ·
2020: Alter, Houghton, Rice ·
2021: Julius, Patapoutian ·
2022: Pääbo ·
2023: Karikó, Weissman ·
2024: Ambros, Ruvkun